# Motín en El Helicoide
El motín de El Helicoide inició el 16 de mayo de 2018, los reclusos y presos políticos de El Helicoide en Caracas, Venezuela, se amotinaron como medida de protesta ante la golpiza que le fue propinada a Gregory Sanabria.

## Historia
Patricia Gutiérrez, esposa de Daniel Ceballos, quien formó parte del motín, denunció que Gregory Sanabria habría sido golpeado por presos comunes, originando la protesta de los opositores; según ella, la policía respondió con gases lacrimógenos y perdigones. Entre los reclusos se encontraba el estadounidense Joshua Holt; la embajada de Estados Unidos en Caracas expresó su preocupación porque "Holt y otros ciudadanos estadounidenses están en peligro".
El 17 de mayo las instalaciones de El Helicoide amanecieron con una presencia reforzada de agentes armados y vehículos policiales, se prohibió las visitas lo que provocó que los familiares de los detenidos se concentraran a las afueras de edificio. Tarek William Saab anunció el traslado de 72 reclusos. El 18 de mayo, 18 mujeres recluidas en El Helicoide se declararon en huelga de hambre para exigir el respeto a sus derechos humanos, entre ellas Geraldine Chacón quién fue la que mantuvo la huelga por más tiempo.

## Consecuencias
El fin del Motín fue seguido por la liberación de varios presos políticos, incluyendo a Daniel Ceballos y Joshua Holt de un total de 39 personas liberadas.